# Graham Vearncombe
Graham Vearncombe (28. marts 1934 - 30. november 1992) var en walisisk fodboldspiller (målmand) fra Cardiff.
Vearncombe tilbragte hele sin karriere i hjemlandet, hvor han primært var tilknyttet Cardiff City. Han nåede at spille over 200 ligakampe for klubben, der i perioden flere gange var at finde i den bedste række i England.
Vearncombe spillede desuden to kampe for Wales' landshold. Han var en del af den walisiske trup til VM i 1958 i Sverige, Wales' eneste VM-deltagelse nogensinde. Han var dog under hele turneringen reserve for førstevalget Jack Kelsey, og kom ikke på banen.